# Hilda Kari
Hilda Thugea Kari, née Hilda Thugea Auvi le 29 avril 1949,, est une femme politique salomonaise, première femme députée et première femme ministre aux Îles Salomon.

## Biographie
Après sa scolarité primaire aux Salomon puis son enseignement secondaire à Sydney en Australie, elle est employée à partir de 1971 dans l'administration du ministère du Commerce extérieur, de l'Industrie et du Travail des Salomon. En 1976, elle est la première personne du pays à être nommée inspecteur du travail,. 
Elle est choisie comme candidate du Parti d'action populaire à l'élection législative partielle de février 1989 dans la circonscription de Guadalcanal nord-est, due à la démission du député Waeta Ben Tabusasi lorsqu'il est élu président du Parlement. Elle remporte le siège, et devient ainsi la première femme à siéger au Parlement national depuis l'indépendance du pays (ancien protectorat britannique) en 1978,. Réélue dans sa circonscription aux élections de 1993, elle est faite ministre de l'Énergie et des Mines dans le gouvernement de Francis Billy Hilly, jusqu'à la chute de celui-ci en raison d'une motion de défiance au Parlement en novembre 1994. Réélue députée en 1997, elle est nommée ministre des Forêts et de l'Environnement dans le gouvernement de Bartholomew Ulufa'alu, jusqu'à la prise en otage et démission forcée de celui-ci en juin 2000 dans un contexte de conflits inter-ethniques.
Elle se présente sans succès aux élections législatives de 2010, et devient par la suite présidente du Conseil national des femmes.